# 田部和良
田部 和良（たなべ かずよし、1961年11月25日 - 2014年5月9日）は、神奈川県出身のサッカーのコーチ、フロントスタッフ。
ニックネームは、戸塚中就任1年目に付けられ、ジャッキー・チェンに似ていることから「ジャッキー」と呼ばれている。

## 略歴
大学卒業後教諭として横浜市立戸塚中学校に勤務。この時サッカー部顧問をしていた。1992年に桐蔭学園に移り、中等部のサッカー部監督と高等部のサッカー部コーチを務めたという。1995年にJEFユナイテッド市原(現ジェフユナイテッド市原・千葉)の強化部に転職し、主にスカウトやチーム編成を担当した。この時、後に横浜FCで仕事をする奥寺康彦とグルノーブル・フット38では田部の後任となる祖母井秀隆と出会う。1998年に退職し欧州留学を敢行。イングランド、フランス、トルコ、ルーマニアなどの大小クラブチームを1年ほどかけて廻り、クラブマネージメントを学んだ。1999年にサポーターや奥寺とともに横浜FCを立ち上げ。以後役職名を変えつつ、辞任するまで一貫して強化・編成・運営担当の責任者であり続けた。また、2002年にはスウェーデン代表チームスタッフを担当した。
2004年、株式会社インデックスと共にグルノーブル・フット38をM&A。日本企業として初めて海外サッカークラブの経営権を取得。2004年から2007年までグルノーブル・フット38ゼネラルマネージャーとして、クラブ経営全般に携わる。大黒将志、梅崎司、伊藤翔を獲得し、日本でのクラブの知名度を上げることに成功した。
2007年11月から2010年1月まで、アビスパ福岡ゼネラルマネージャー兼統括部長に就任。フランスリーグのボルドーと提携を結び、福岡大学との連携を強化するなど強化に努めたが、成績は就任した2008年が8位、翌2009年が11位であった。限られた予算の中で積極的な補強を行い、田中誠、高橋泰らを獲得した。
2010年2月よりFC琉球のゼネラルマネージャーに就任。
2013年2月からJリーグのプロジェクトの一環でベトナムで活動するが、同年5月に健康上の理由で帰国する。2014年5月9日午前5時45分、リンパ腫のため東京都内の病院で死去。52歳没。

## 経歴
- 1984年-1991年  横浜市立戸塚中学校教諭
- 1992年4月-95年1月  桐蔭学園中学校・高等学校／中学校サッカー部監督・高等学校サッカー部コーチ
- 1995年1月-98年1月  ジェフユナイテッド市原（現ジェフユナイテッド市原・千葉）強化部チーフスタッフ（スカウト・チーム編成業務）
- 1999年12月-00年11月  横浜FC フロントマネージャー
- 2000年11月-02年  横浜FC 取締役シニアマネージャー
- 2002年  スウェーデン代表 チームスタッフ
- 2002年-04年1月  横浜FC スポーツマネージメント・ディレクター
- 2004年2月-07年  グルノーブル・フット38 ゼネラルマネージャー
- 2007年11月- 2010年1月  アビスパ福岡ゼネラル・マネージャー兼チーム統括部長
- 2010年2月-2012年  FC琉球ゼネラル・マネージャー

## 手法と業績
横浜FC以来、一貫して「話題性」と「アイデア重視」を基調とするクラブ運営を行う。また、攻撃型のチーム作りを目指す場合が多い。横浜FC時代にはFCバルセロナを模した「日本初の市民クラブ」をキャッチフレーズに市民有志のソシオによる運営を目指した。また、肩書きもそれまでになかった「スポーツディレクター」として強化を行った。
グルノーブル・フット38では、現地での唯一の日本人としてクラブ経営に関しての総責任者となり、それまでの人脈を生かして、日本人選手の獲得を目指し、それによってチームの知名度アップと強化を図った。また、「環境対応型のクラブ」を目指しグルノーブル市とともに環境負荷の低減化を図るなどの施策を行った。（2010-11シーズンにはクラブは3部降格ののち、5部まで降格）
アビスパ就任後も積極的にアイデアを出しており、「福岡大学との提携」、「新分析システムの導入」などは歓迎されているが、「欧州型の少人数クラブ化とそれに伴うレギュラークラスを含む17人の選手放出」や「オーストラリア人選手の獲得」などは成績が伴わない監督であるリトバルスキーや篠田善之らと共にサポーターから強い批判を受けることもあった。
2009年には福岡大学から特別指定での選手受け入れ、アビスパ福岡からコーチ派遣など、福岡大学との関係をより強化する一方、福岡市の姉妹都市に存在するフランスリーグのボルドーと提携を結び選手を短期留学させるなどの施策を行った。
2010年よりFC琉球ゼネラルマネージャーに就任。